# Neoregelia concentrica
Neoregelia concentrica là một loài thực vật có hoa trong họ Bromeliaceae. Loài này được (Vell.) L.B.Sm. mô tả khoa học lần đầu tiên năm 1934.

## Hình ảnh

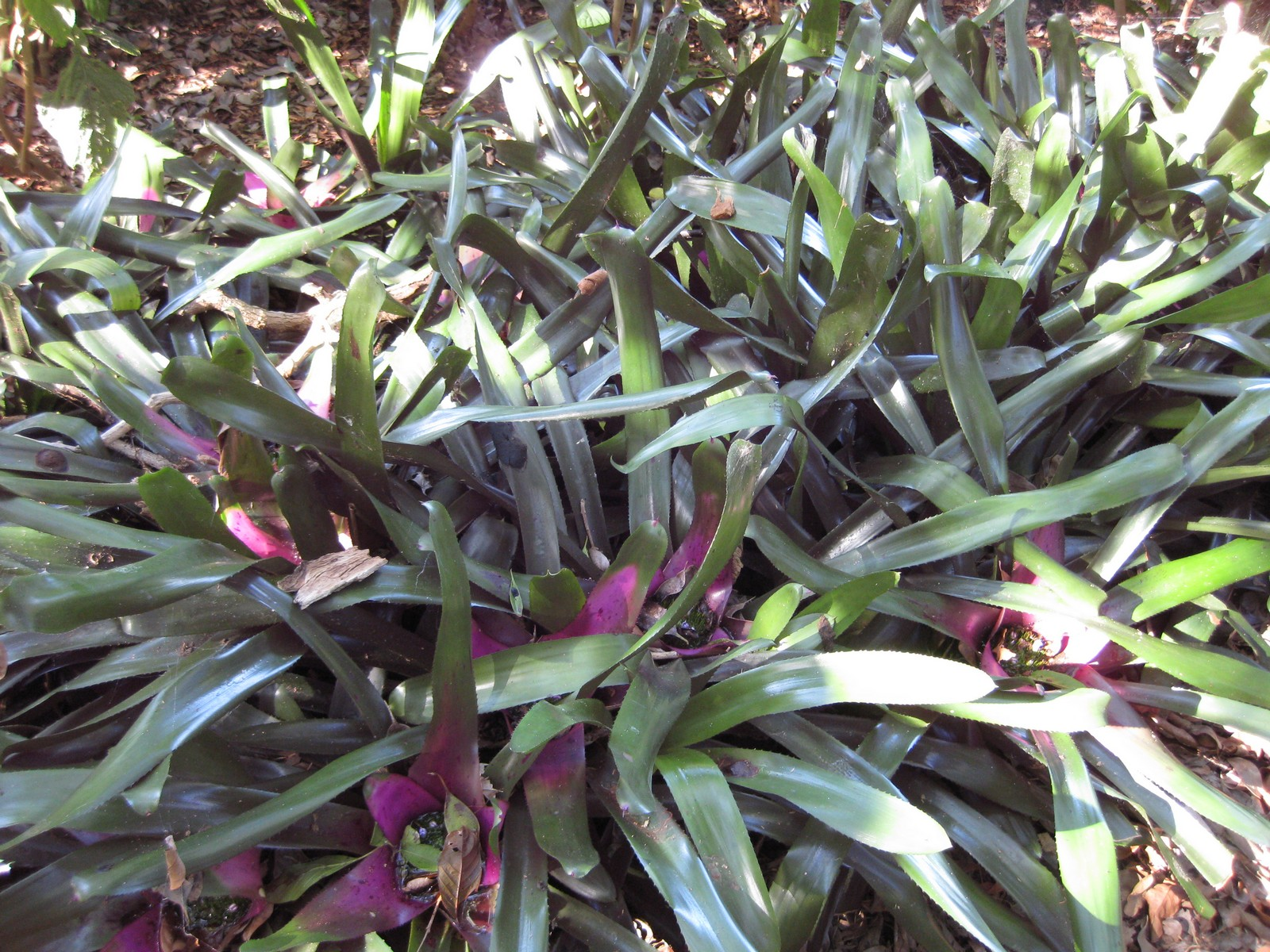
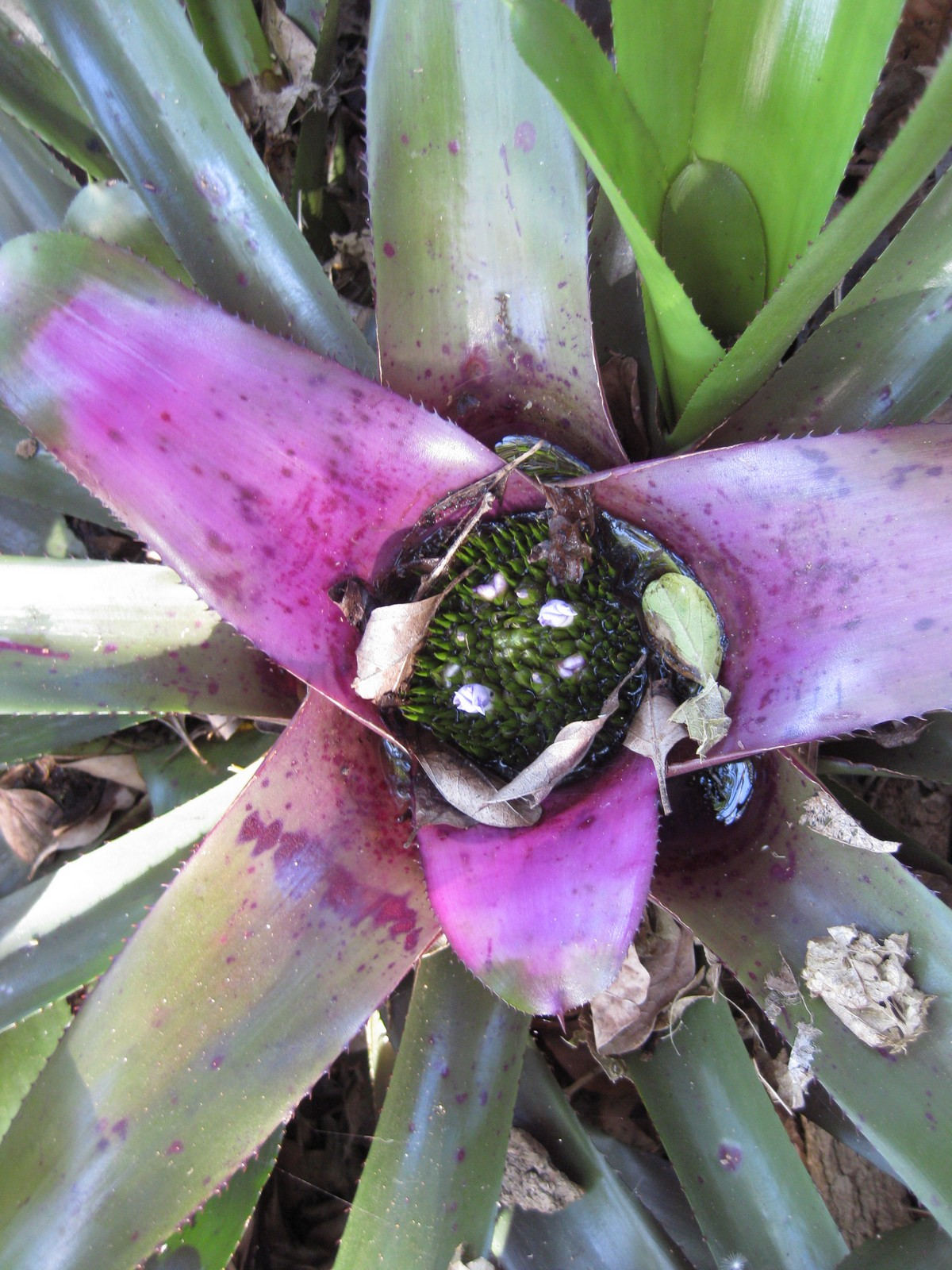
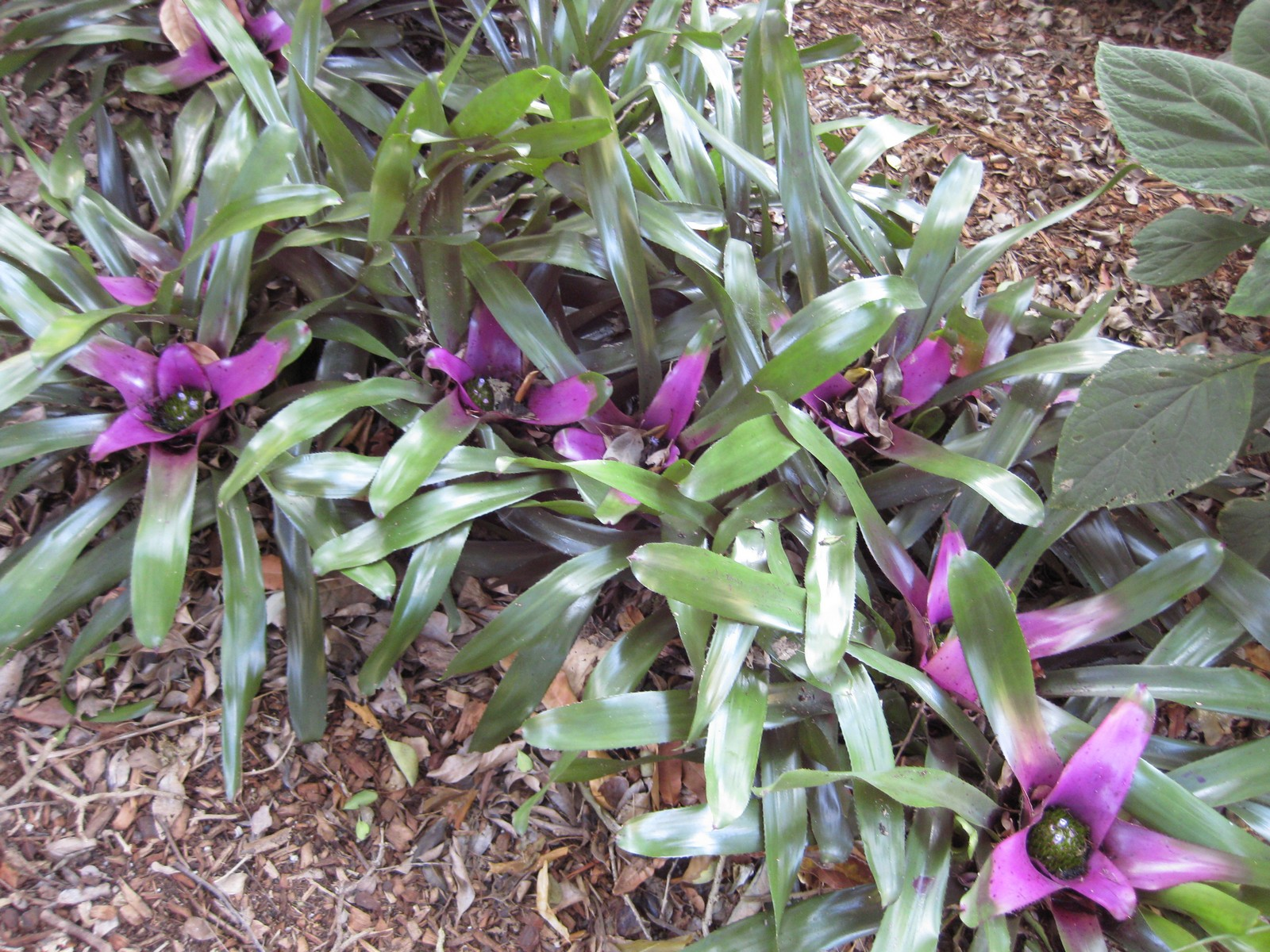
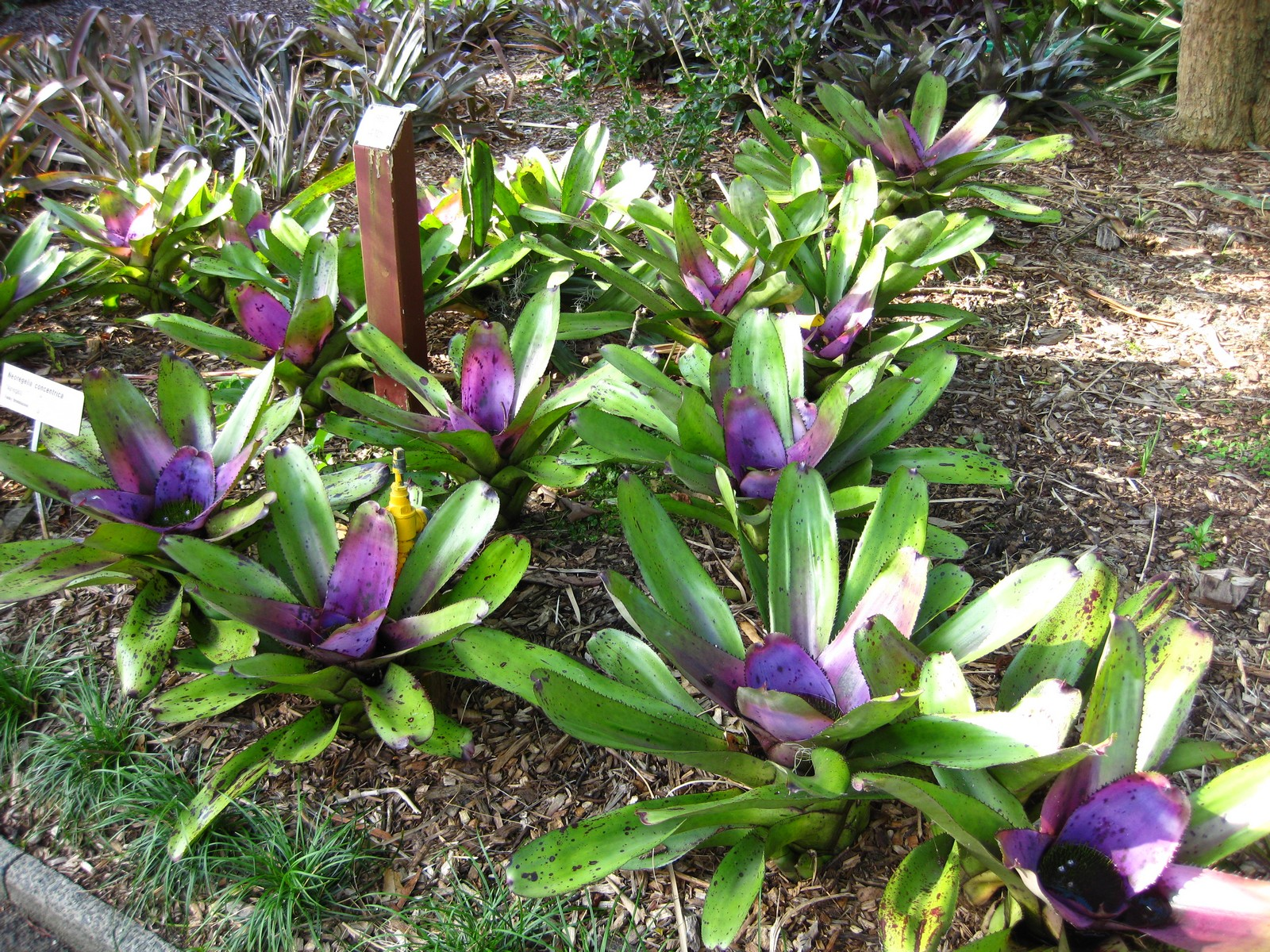